# Дзядик Наталія Миколаївна
Наталія Миколаївна Дзядик (22 березня 1927 — 1 листопада 2015) — український архітектор, реставратор.

## Біографія
Народилась 22 березня 1927 року в Перемишлі (за іншими даними — у селі Журавиця під Перемишлем). Навчалась у перемиській школі ім. Шашкевича. У 1940—1944 роках — у Ярославській українській гімназії. 1945 року, під час операції «Вісла», разом з родиною депортована в УРСР. Закінчила львівську середню школу № 34. По закінченню школи у 1946 році вступила на навчання на інженерно-будівельний факультет Львівського політехнічного інституту, який закінчила 1951 року. Серед викладачів Іван Багенський (архітектурне проектування), О. Луцик (містобудування). Від 1951 до 1985 року працювала у львівському філіалі інституту «Діпроміст» (початково — «Львівпроект»). Зокрема у 1972-1982 роках в архітектурно-планувальній майстерні № 2 під керівництвом Ярослава Новаківського та Віталія Дубини. З 1962 року член Національної спілки архітекторів України, у 1998–2004 роках входила до правління львівської філії спілки. Заслужений архітектор України (2001). Проживала у Львові на вулиці Генерала Тарнавського, 104а. Померла 1 листопада 2015 року.
Роботи
- Реставрація Руської брами в Кам'янці-Подільському (1955—1956).[2][3]
- Реставрація Кушнірської вежі в Кам'янці-Подільському (1957).[2][3]
- Реставрація костелу домініканців у Кам'янці-Подільському (1959).[2][3]
- Реставрація палацу Потоцького в Кам'янці-Подільському (1961).[2][3]
- Реставрація монастиря домініканців у Бердичеві (1965).
- Житловий багатоквартирний будинок на вулиці Генерала Тарнавського, 104-А у Львові (1967).
- Планування мікрорайонів вулиці Пасічної у Львові (1957—1958).
- Планування мікрорайонів вулиці Кульпарківської у Львові (1970).
- Проект докладного планування комплексної зони відпочинку у Львові, яка мала включати парки Високий замок, Знесіння та колишній Кайзервальд (1974—1975).
- Проект планування промислової зони на Персенківці у Львові.
- Генплани та проекти детального планування низки західноукраїнських міст: Мукачева (1967), Хуста (1971), Виноградова (1972), Рахова (1973), Чопа (1974), Івано-Франківська (1975), Буська (1976), Жовкви (1977), Дрогобича (1978), Любеня Великого (1979), Луцька (1982), Трускавця (1982), Острога (1983), Рівного (1984), Дубна (1985), Брусниці, бальнеологічного комплексу в Солотвині.

Серед реалізованих проектів — реставрація Руської брами (1955–56), Кушнірської вежі (1957), костелу домініканців (1959), палацу М. Потоцького (1961) у Кам'янці-Подільському, монастиря й костелу босих кармелітів у Бердичеві (1965); багатоквартирний житловий будинок на вул. Кутузова (нині вулиця Тарнавського), № 104-А (1967), детальне планування мікрорайонів вулиць Пасічної (1957–58), Кульпарківської (1970), парку «Шевченківський гай» (1975–1978; від 1993 — у складі регіонального ландшафтного парку «Знесіння») у Львові; забудова (1960–1970) смт. Брюховичі, міст Дубляни та Пустомити; генплани та проекти детальне планування й реконструкції міст Мукачева (1967), Хуста (1971), Виноградова (1972), Рахова (1973), Чоп (1974), Буська (1976), Жовква (1977), Дрогобича (1978), Острога (1983), Дубна (1985), Луцька (1981), Івано-Франківська (1982), Рівного (1984); генплани розвитку курортних с. Брусниця (1978), смт Великий Любінь (1979), м. Трускавець (1982–83), бальнеологічно-лікувального комплексу на базі соляних рудників у смт Солотвино (1974).